# Boom Boom Boomerang
Chansons représentant l'Autriche au Concours Eurovision de la chanson
My Little World
(1976) Mrs. Caroline Robinson
(1978)
Boom Boom Boomerang est une chanson du groupe autrichien Schmetterlinge, sortie en 45 tours en 1977. C'est la chanson représentant l'Autriche au Concours Eurovision de la chanson 1977.
Schmetterlinge a également enregistré la chanson en anglais sous le même titre.

## À l'Eurovision

### Sélection
Boom Boom Boomerang a été sélectionnée en interne par le radiodiffuseur autrichien ORF, pour représenter l'Autriche au Concours Eurovision de la chanson 1977 le 7 mai à Londres, au Royaume-Uni.

### À Londres
La chanson est interprétée en allemand, langue nationale de l'Autriche, comme l'impose la règle de 1977 à 1998, elle contient néanmoins quelques phrases en anglais. L'orchestre est dirigé par Christian Kolonovits.
Boom Boom Boomerang est la quatrième chanson interprétée lors de la soirée, suivant De mallemolen de Heddy Lester pour les Pays-Bas et précédant Casanova d'Anita Skorgan pour la Norvège. À l'issue du vote, elle obtient 11 points et se classe 17e sur 18 chansons,.

## Liste des titres
| A1. | Boom Boom Boomerang         | Lukas Resetarits, Willi Resetarits, Schurli Hernstadt, Herbert Zöchling-Tampier | 2:58 |
| B1. | Mr. Moneymaker's Music Show | E. Meixner, H. R. Unger                                                         | 2:37 |

## Classements hebdomadaires
| Classement (1977)            | Meilleure position |
| ---------------------------- | ------------------ |
| Autriche (Ö3 Austria Top 40) | 10                 |